# Raynard Tissink
Raynard Tissink né le 10 novembre 1973 à Port Elizabeth en Afrique du Sud est un triathlète professionnel. Multiple vainqueur de compétition Ironman et Ironman 70.3.

## Biographie

### Jeunesse
Raynard Tissink est né à Port Elizabeth le 10 novembre 1973, il grandit  à Vanderbijlpark dans la périphérie de Johannesbourg, où il est très attiré par les sports d'équipe comme le cricket et le football. C'est à l'âge de 16 ans qu'il découvre le triathlon et il est rapidement conquis par ce sport. Son engouement l'incite à arrêter quelques années plus tard ses études universitaires de droit dans pour devenir triathlète professionnel grâce au soutien de ses parents.

### Carrière en triathlon
Tissink court trente trois Ironman dans sa carrière et en à remporter huit. Il finira quatre fois dans le « Top 10 » du championnat du monde d'Ironman à Kailua-Kona dont la cinquième place en 2010.

### Vie privée et professionnelle
Il  épouse sa femme Nathlie en 1996 avant qu'elle devienne son entraîneur sportif. Tissink prend sa retraite en 2013, après 22 ans de carrière dans le triathlon et devient entraîneur professionnel dans la discipline et vit avec son épouse et leurs deux enfants à Port Elizabeth.

## Palmarès
Le tableau présente les résultats les plus significatifs (podium) obtenus sur le circuit international de triathlon depuis 2001,.
| Année | Compétition                  | Pays           | Position          | Temps           |
| ----- | ---------------------------- | -------------- | ----------------- | --------------- |
| 2011  | Ironman 70.3 Buffalo Springs | États-Unis     | Médaille d'or     | 4 h 3 min 27 s  |
| 2011  | Ironman Afrique du Sud       | Afrique du Sud | Médaille d'or     | 8 h 5 min 36 s  |
| 2010  | Challenge France             | France         | Médaille d'or     | 3 h 58 min 1 s  |
| 2010  | Ironman Afrique du Sud       | Afrique du Sud | Médaille d'or     | 8 h 23 min 28 s |
| 2009  | Ironman 70.3 Afrique du Sud  | Afrique du Sud | Médaille d'or     | 4 h 2 min 4 s   |
| 2009  | Ironman Wisconsin            | États-Unis     | Médaille d'or     | 8 h 45 min 19 s |
| 2009  | Brasschaat World Series LD   | Belgique       | Médaille d'or     | 3 h 37 min 28 s |
| 2008  | Ironman 70.3 Afrique du Sud  | Afrique du Sud | Médaille d'or     | 4 h 3 min 2 s   |
| 2008  | Ironman Afrique du Sud       | Afrique du Sud | Médaille d'argent | 8 h 23 min 9 s  |
| 2007  | Ironman Corée du Sud         | Corée du Sud   | Médaille d'or     | 9 h 8 min 9 s   |
| 2007  | Ironman Afrique du Sud       | Afrique du Sud | Médaille d'argent | 8 h 37 min 6 s  |
| 2007  | Ironman Western Australia    | Australie      | Médaille d'argent | 8 h 9 min 20 s  |
| 2006  | Ironman Afrique du Sud       | Afrique du Sud | Médaille d'argent | 8 h 37 min 37 s |
| 2005  | Ironman Afrique du Sud       | Afrique du Sud | Médaille d'or     | 8 h 21 min 35 s |
| 2005  | Ironman Autriche             | Autriche       | Médaille d'or     | 8 h 14 min 36 s |
| 2004  | Ironman Autriche             | Autriche       | Médaille d'argent | 8 h 17 min 48 s |
| 2003  | Ironman Canada               | Canada         | Médaille d'or     | 8 h 35 min 11 s |
| 2003  | Ironman Coeur d’Alene        | États-Unis     | Médaille d'argent | 9 h 0 min 8 s   |
| 2002  | Ironman Corée du Sud         | Corée du Sud   | Médaille d'or     | 8 h 50 min 6 s  |
| 2001  | Ironman Afrique du Sud       | Afrique du Sud | Médaille d'argent | 8 h 37 min 30 s |